# Lara-Noelle Steinbrecher
Lara-Noelle Steinbrecher (10 de enero de 2003) es una deportista de Alemania que compite en atletismo. Ganó una medalla de oro en el Campeonato Europeo de Atletismo Sub-20 de 2021, en la prueba de 4 × 400 m.